# Gustave Strauven
Pour les articles homonymes, voir Strauven.
 (novembre 2016).
Si vous disposez d'ouvrages ou d'articles de référence ou si vous connaissez des sites web de qualité traitant du thème abordé ici, merci de compléter l'article en donnant les références utiles à sa vérifiabilité et en les liant à la section « Notes et références ».
Gustave Strauven est un architecte belge né à Schaerbeek le 23 juin 1878 et décédé le 19 mars 1919 à Faverges (Haute-Savoie).

## Biographie
Son père, Pierre Arnold Strauven, était jardinier et originaire du Limbourg.
À l’âge de dix-huit ans, il entre au bureau de Victor Horta avec qui il termine l'hôtel van Eetvelde et la maison du Peuple. Il le quitte deux ans plus tard pour travailler une année comme dessinateur dans un cabinet d’architecte à Zurich. Il rentre ensuite à Bruxelles et malgré son jeune âge dessine ses premières maisons. C'est un architecte art nouveau de la seconde génération.
Actif et créatif, Gustave Strauven s'implique fortement dans la recherche de nouvelles technologies. Il enregistre de nombreux brevets de toutes sortes, allant des techniques de construction au perfectionnement du chauffage à vapeur et aux véhicules à une seule roue. Il collabore également à la revue La Gerbe, un magazine de décoration et d’architecture art nouveau.
On lui doit une trentaine de constructions de style Art nouveau dans lesquelles l’architecte pousse très loin l’utilisation de motifs floraux dans la ferronnerie. Sa clientèle étant moins fortunée que celle de Victor Horta, il renonce à utiliser la pierre comme matériau principal mais compense par l’expressivité des formes et la variété des matériaux. Développant un langage exubérant, il utilise la maçonnerie polychrome, les motifs de pierre au modelé plastique, les éléments en ferronnerie aux formes fantaisistes. 
Mobilisé lors de la Première Guerre mondiale, il décédera des suites de ses blessures en mars 1919 dans un hôpital de Haute-Savoie (France). Il n’avait alors que quarante ans.
Toute son œuvre fut réalisée en moins de vingt années.

## Maison de Saint Cyr
Son œuvre la plus célèbre est la maison de Saint Cyr, construite entre 1901 et 1903 dans un style baroque et flamboyant pour servir d’hôtel particulier au peintre Georges de Saint Cyr.
Œuvre majeure, impressionnante et toute en hauteur ayant à peine 4 mètres de large, la façade de cette maison est riche de ferronneries finement travaillées qui forment un ensemble de lignes de courbes et de figures géométriques. Chaque balcon possède une balustrade à motifs différents. La ferronnerie d'art qui clôture le jardinet fait songer à un entrelacs végétal, Strauven y fait étalage de sa virtuosité et de son imagination. Les éléments de décoration des fenêtres, qui elles-mêmes occupent le plus de surface possible, ainsi que ceux des pierres blanches sculptées, répondent aux dessins du fer forgé. 
La loggia du quatrième étage est sans doute l'élément le plus insolite de la façade, une poutrelle métallique pliée en arc de cercle en soutient la structure.
Cette œuvre jugée excessive et extravagante est à l'époque méprisée par les détracteurs de l'Art nouveau à cause de son aspect jugé exagérément décoratif, elle a été qualifiée d’Art nouveau baroque.
Elle a été classée en 1988 et entièrement rénovée en 2010 et 2011.

## Autres réalisations

### À Bruxelles
- Maisons de Mme Spaak, rue Saint-Quentin, 30-32, Bruxelles, quartier des squares (1899).
- Villa Kjobenhavn, rue Souveraine, 52, Ixelles (1899).
- Maison Van Dyck, boulevard Clovis, 85, Bruxelles, quartier des squares (1900).
- Maison Kwachet, rue Van Campenhout, 51, Bruxelles, quartier des squares (1901).
- Maison de commerce et d’habitation, chaussée de Louvain, 235/237, Saint-Josse-ten-Noode (1901)
- Maison de commerce et d’habitation, rue Paul de Jaer, Saint-Gilles (1902).
- Maison personnelle (Maison Strauven), rue Luther, 28, Bruxelles, quartier des squares (1902)
- Maison Van den Heede, rue de l’Abdication, 4, Bruxelles, quartier des squares (1902).
- Maisons jumelles, avenue Clays, 47-49, Schaerbeek (1902).
- Maisons de rapport, chaussée de Louvain, 229/231, Saint-Josse-ten-Noode (1903)
- Immeuble De Beck, avenue Paul Dejaer, 9, Saint-Gilles (1905).
- Maison particulière, angle de la chaussée de Wavre, 517-519 et de la rue Peter Benoit, 2-4, à Etterbeek[2] (1905)
- Immeuble à appartements et magasins, avenue Louis Bertrand, 55-65/rue Josaphat 338-340, Schaerbeek (1906).
- Maison Verhaeghe,  avenue Louis Bertrand, 43 Schaerbeek (1906).
- Maison à appartements, rue Rasson, 43-45, Schaerbeek (1906, attribuée à G Strauven sur base d'une forte analogie avec ses autres réalisations[3])
- Maison de maître, rue de la Consolation, 67, Bruxelles, Schaerbeek, style éclectique avec sgraffites Art nouveau (1907)
- Maison de maître, rue Washington, 127, Bruxelles, quartier Chatelain à Louise, style éclectique avec sgraffites Art nouveau attribués à Paul Cauchie (1911)[4].
- Palace Josaphat, avenue des Azalées, 8-9, Schaerbeek (1912-1914).

### À Tournai
- Maison particulière, avenue des Volontaires, 2, Tournai
- Maison particulière, avenue Van Cutsem, 27/29, Tournai (1904)
- Maison particulière, boulevard des déportés, 36, Tournai (1907)

## Galerie

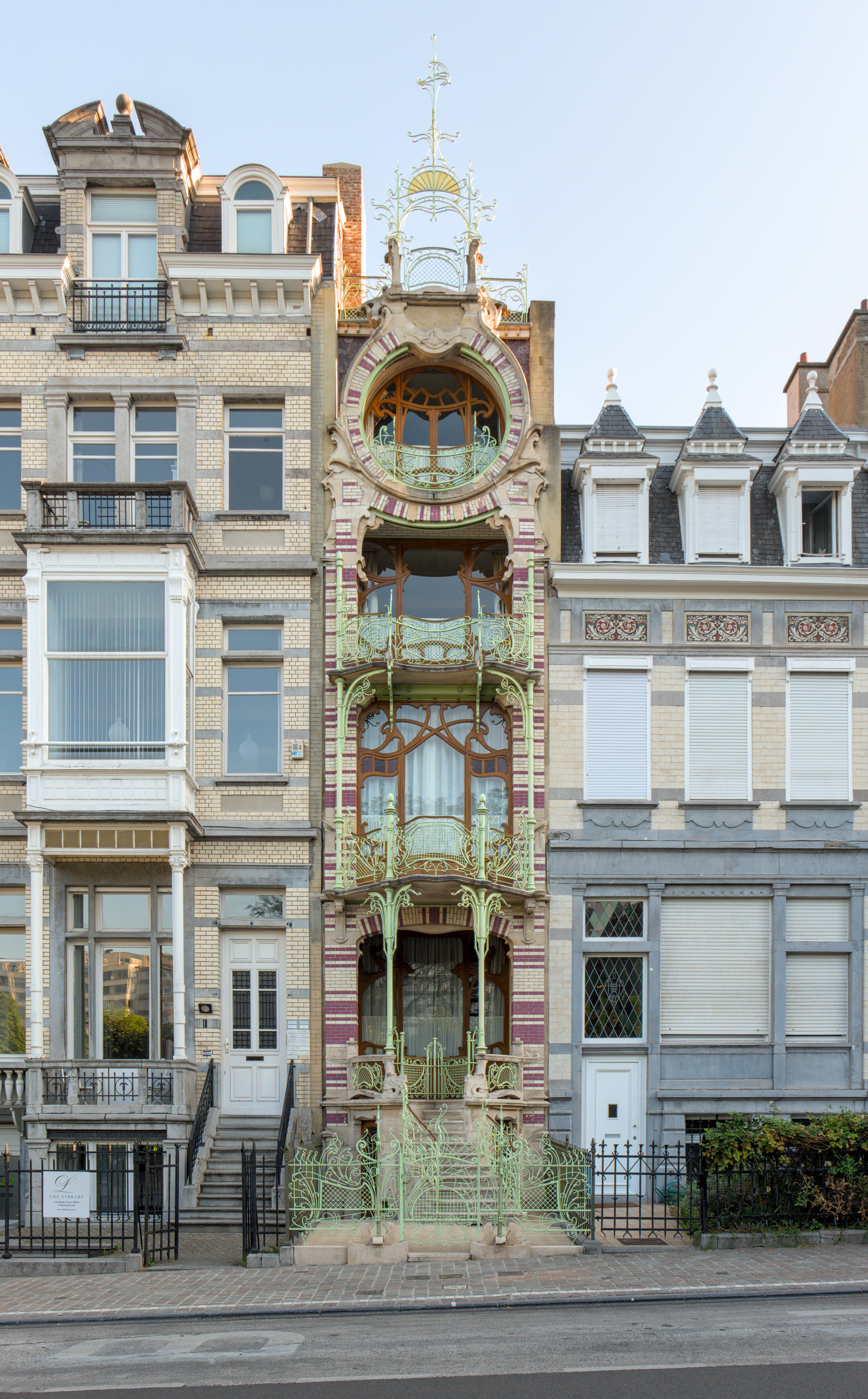
Maison Saint-Cyr, quartier des squares, 1901-1903
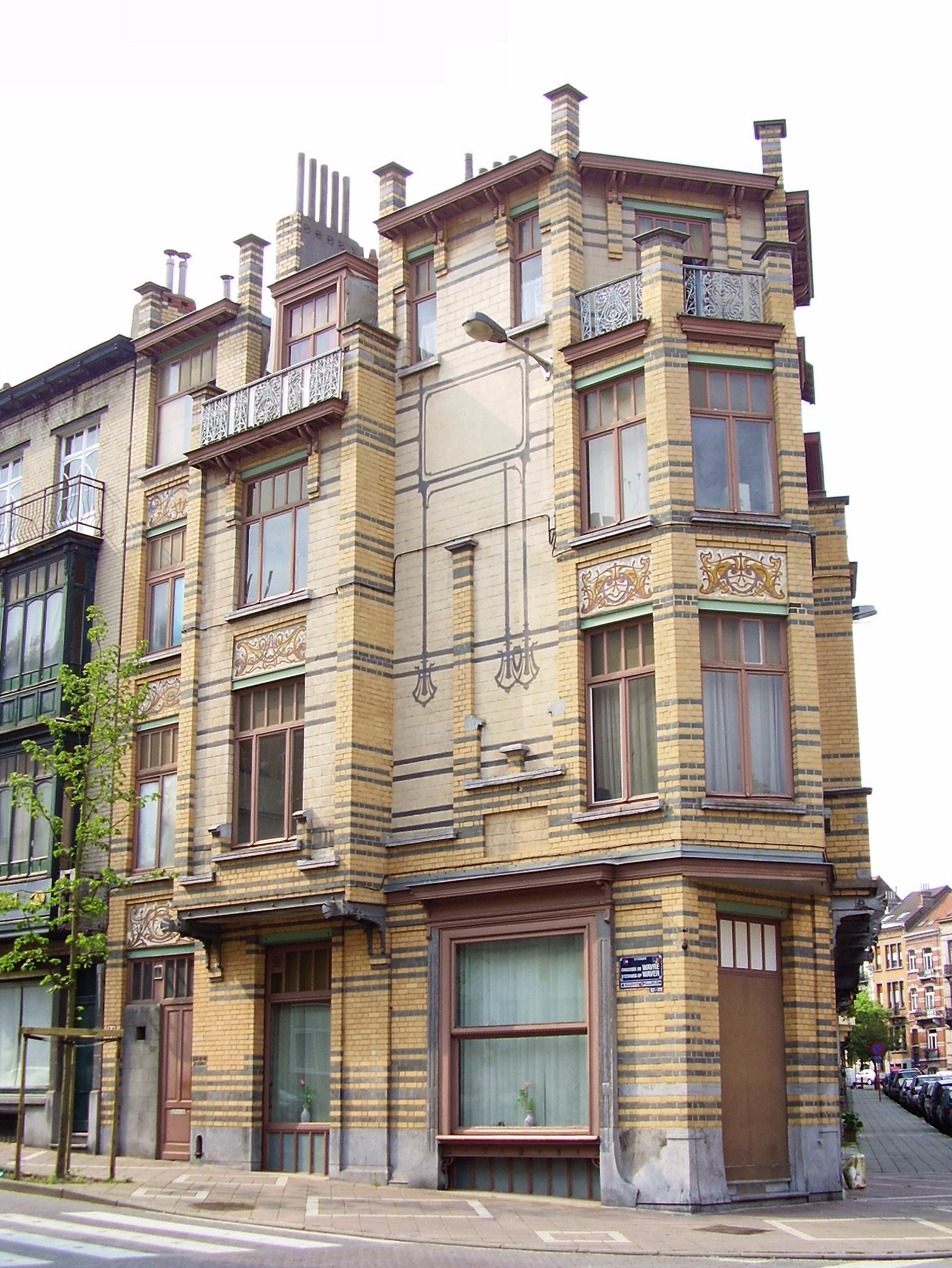
Maison particulière, chaussée de Wavre, 517-519 à Etterbeek
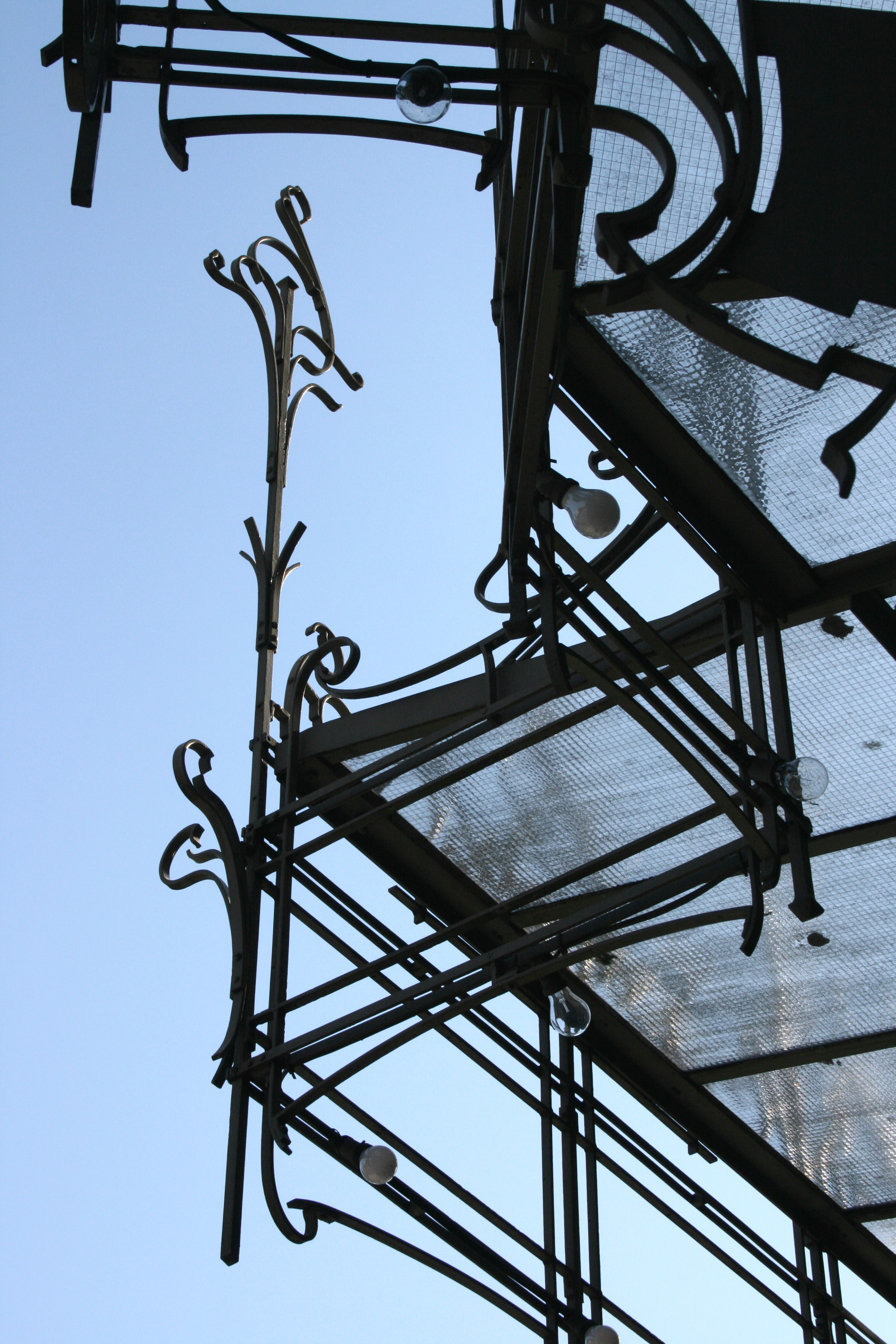
Ferronnerie de l'auvent du 65 avenue Louis Bertrand à Schaerbeek
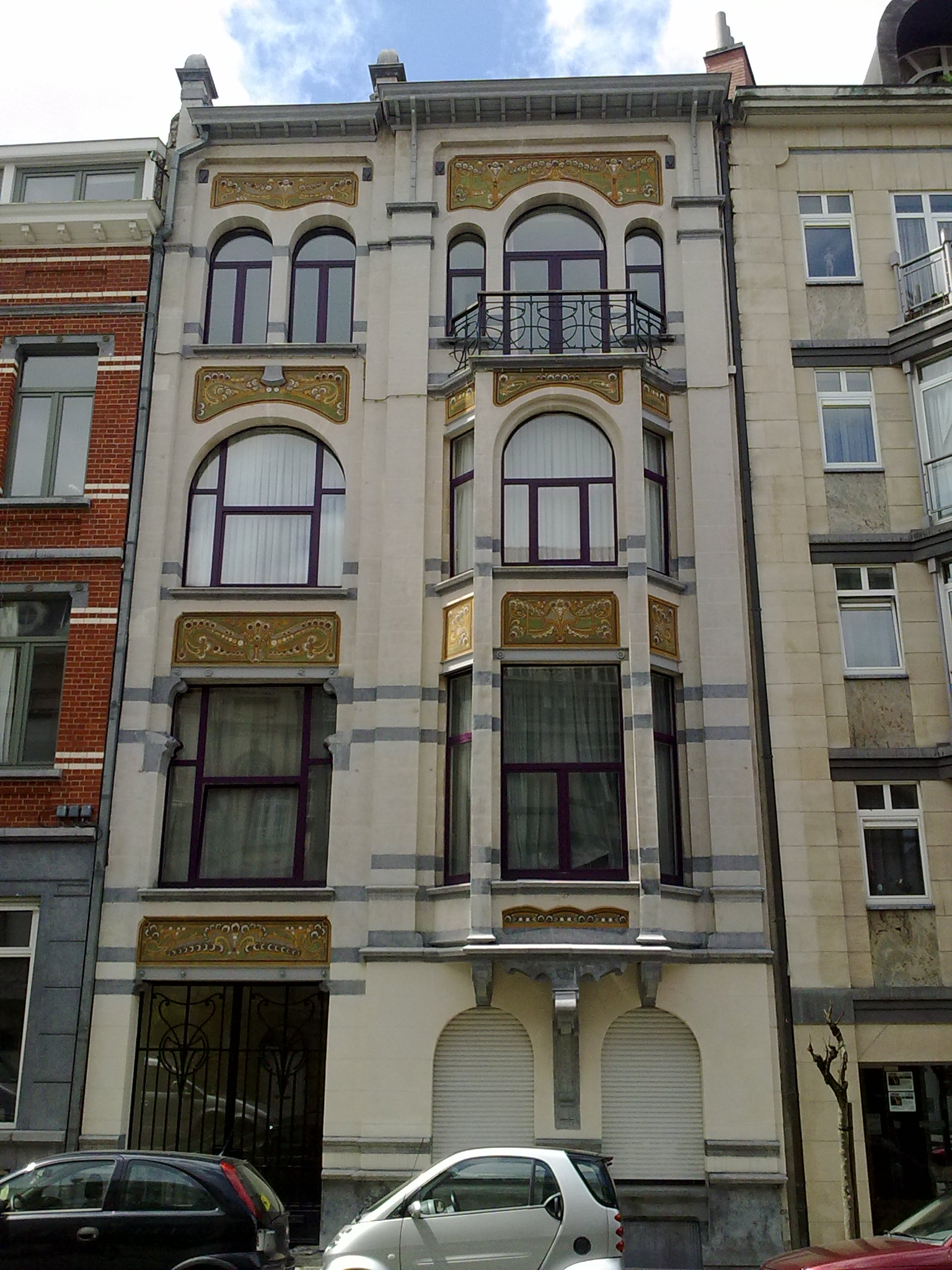
Maison de maître rue Washington, 127 à Bruxelles (1911)
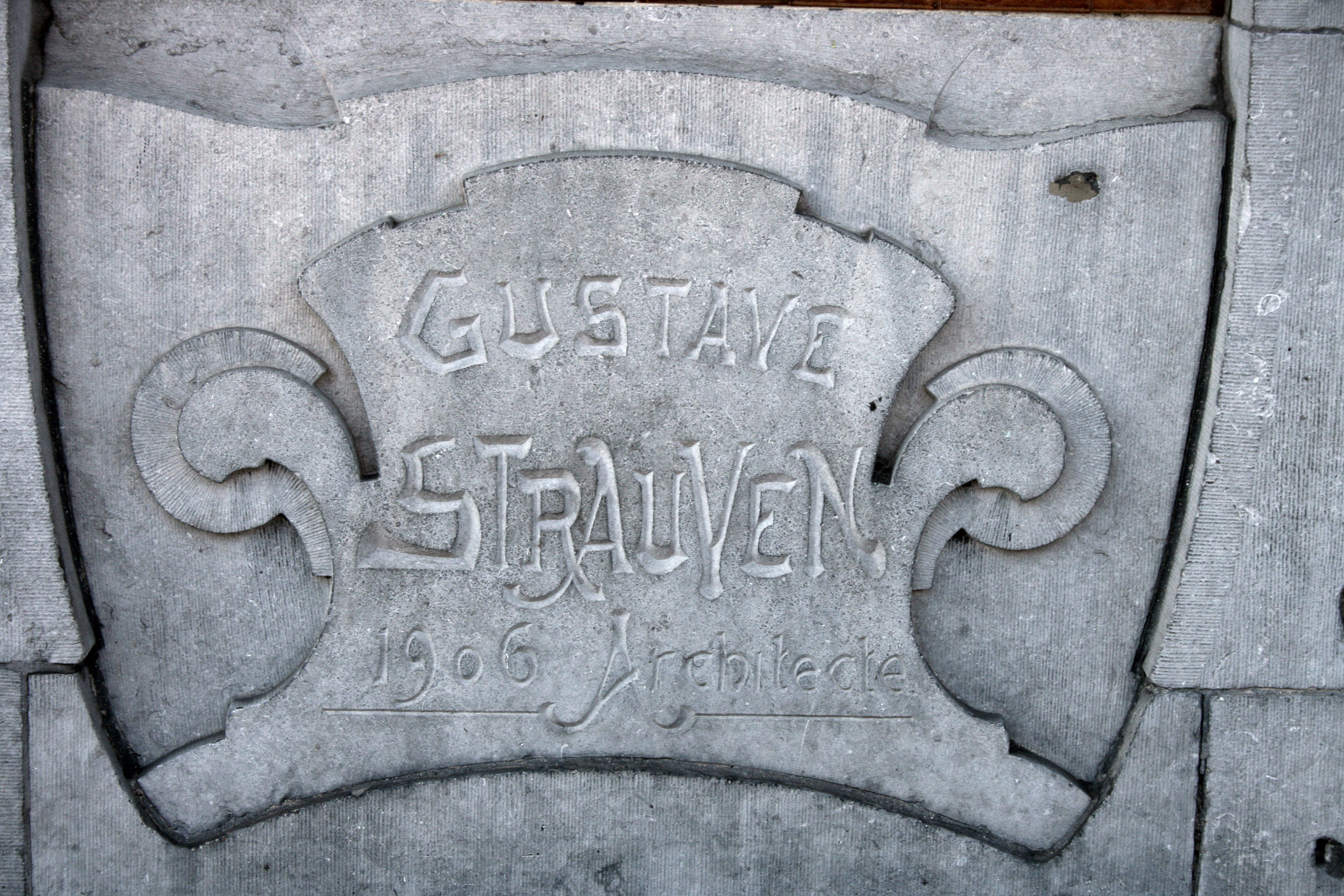
Signature de Gustave Strauven. 61, avenue Louis Bertrand à Schaerbeek
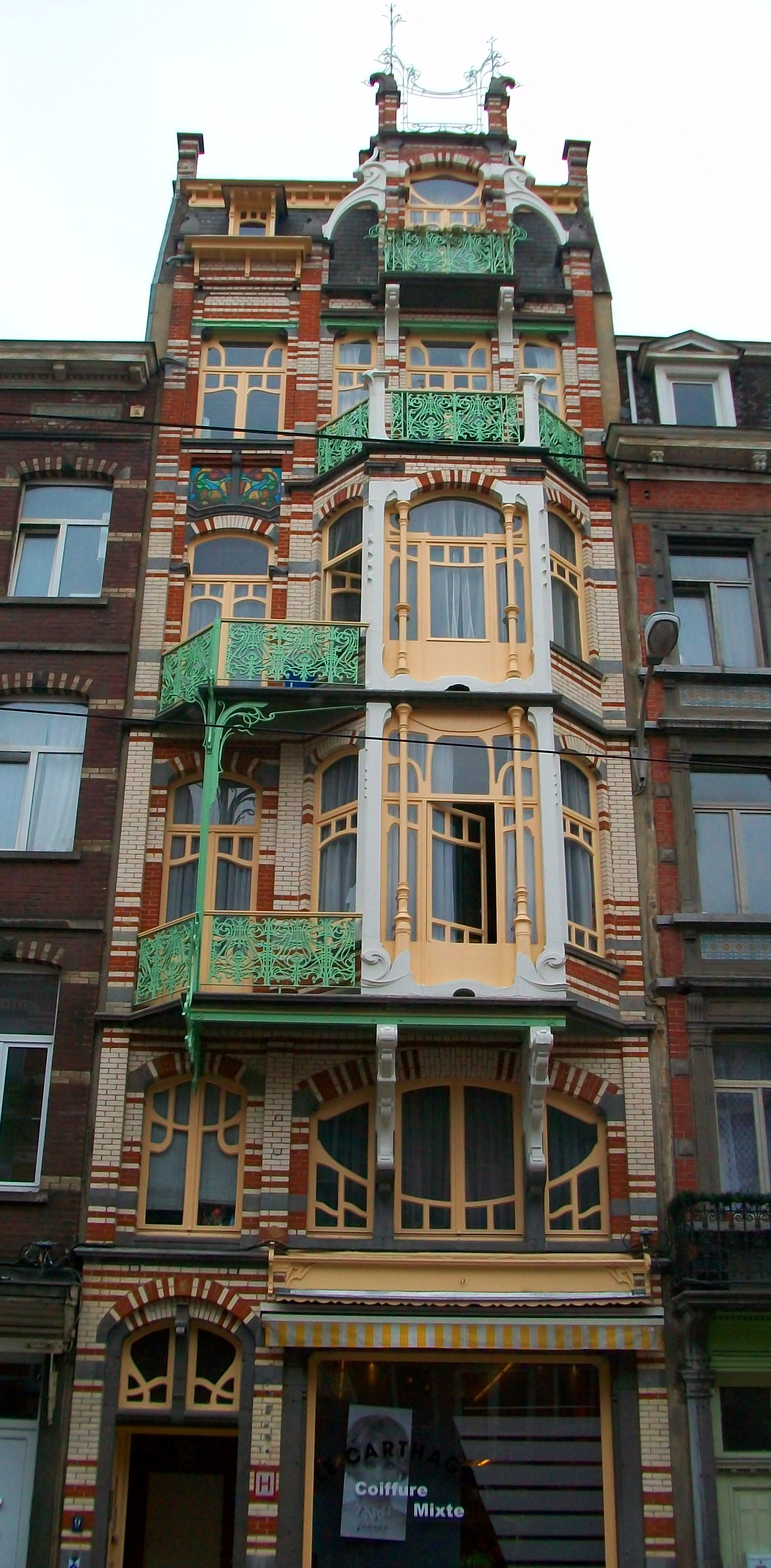
Immeuble De Beck